# Barys Puchouski
Barys Puchouski (belarussisch Барыс Пухоўскі, russisch Борис Пуховский / Boris Puchowski, englisch Barys Pukhouski; * 3. Januar 1987 in Malaryta, Belarussische SSR, UdSSR) ist ein belarussischer Handballspieler, der zumeist auf Rückraum Mitte eingesetzt wird. Puchouski ist Rekordtorschütze und -spieler von Belarus.

## Karriere
Der 1,84 m große und 83 kg schwere Rechtshänder debütierte mit 15 Jahren in der belarussischen Liga bei SKA Minsk, mit dem er 2006 den Pokal gewann. Im Europapokal der Pokalsieger 2007/08 wurde er mit 50 Toren viertbester Scorer, obwohl er bereits in der dritten Runde ausschied. 2009 wechselte er zum HC Dinamo Minsk, mit dem er 2010, 2011 und 2012 die Meisterschaft sowie 2010 den Pokal gewann. International erreichte er die Gruppenphase der EHF Champions League 2010/11, wo er 55 Tore erzielte. Ein Jahr später kam er bis ins Viertelfinale des EHF-Pokals. 2012 kehrte er nach Minsk zurück und führte SKA zum Pokaltriumph und mit 92 Treffern als Torschützenkönig zum Gewinn des EHF Challenge Cups. Von 2013 bis 2015 lief er für den ungarischen Verein Csurgói KK auf. Dort stand er in der Gruppenphase des EHF Europa Pokal 2013/14. Ab 2015 spielte er für den ukrainischen Verein HK Motor Saporischschja. Nachdem die ukrainische Liga wegen des Russischen Überfalls auf die Ukraine im Februar abgebrochen worden war, wurde Puchouski gemeinsam mit drei weiteren belarussischen Mitspielern an SKA Minsk ausgeliehen. Zur Saison 2022/23 unterschrieb er beim serbischen Verein RK Vojvodina. Mit diesem Verein gewann er den EHF European Cup 2022/23, 2023 und 2024 die serbische Meisterschaft sowie 2025 den serbischen Pokal.
Mit der belarussischen Nationalmannschaft nahm Barys Puchouski an der Europameisterschaft 2008, der Weltmeisterschaft 2013 und der Europameisterschaft 2014 teil. Bisher bestritt er 209 Länderspiele, in denen er 867 Tore erzielte.